# زمان سوریه
|  | یوتی‌سی ۲:۰۰+              | ساعت رسمی مصر                                                                        |
|  | یوتی‌سی ۲:۰۰+ یوتی‌سی ۳:۰۰+ | زمان اروپای شرقی / زمان استاندارد اسرائیل / زمان در فلسطین ساعت تابستانی اروپای شرقی |
|  | یوتی‌سی ۳:۰۰+              | یوتی‌سی ۳:۰۰+ / زمان در ترکیه                                                         |
|  | یوتی‌سی ۳:۳۰+              | ساعت رسمی ایران                                                                      |
|  | یوتی‌سی ۴:۰۰+              | یوتی‌سی ۴:۰۰+                                                                         |

زمان سوریه منطقه زمانی کشور سوریه که از زمان اروپای شرقی (یوتی‌سی ۲:۰۰+) برای زمان استاندارد خود استفاده می‌کند و در فصل تابستان DST را به‌عنوان ساعت تابستانی اروپای شرقی (یوتی‌سی ۳:۰۰+) استفاده می‌کند. تاریخ انتقال ساعت به‌طور کلی جمعه آخر ماه مارس (برخی اوقات نخستین جمعه آوریل) تا جمعه آخر مهر یا پیش از ۱ آوریل ۲۰۰۶ تا ۱ اکتبر با تغییر بوده است. این تغییر ساعت مانند اتحادیه اروپا است که از یکشنبه‌ها استفاده می‌کند. تا سال 2022 سوریه در زمستان از زمان اروپای شرقی و در تابستان از ساعت تابستانی اروپای شرقی استفاده میکرد. تاریخ تغییر ساعت از استاندارد به ساعت تابستانه براساس قوانین اتحادیه اروپا بود، اما بعضی از سال ها اینطور نبود. در سال 2022 تصمیم اینکه زمان سوریه مطابق یوتی‌سی ۳:۰۰+ تصویب شد.